# Heather Nova
Heather Nova (født Heather Allison Frith 6. juli 1967 på Bermuda) er en bermudansk singer-songwriter og digter. 
Hun har udgivet ni studiealbum (pr. 2015) og har opnået stor succes i bl.a. Tyskland.[kilde mangler]

## Diskografi

### Studiealbum
- Glow Stars (1993)
- Oyster (1994)
- Siren (1998)
- South (2001)
- Storm (2003)
- Redbird (2005)
- The Jasmine Flower (2008)
- 300 Days at Sea (2011)
- The Way It Feels (2015)